# Kanał Gniewoszowsko-Kozienicki
Kanał Gniewoszowsko-Kozienicki – sztucznie utworzony ciek wodny w województwie mazowieckim, w powiecie kozienickim, prawy dopływ Zagożdżonki.
Początek w Gniewoszowie, ujście znajduje się w Cudowie. Kanał uchodzi do Zagożdzonki i jest największym dopływem tej rzeki. Wody okresowo zanieczyszczane przez nawozy sztuczne. W wodę zasilany jest również przez wody odwadniające podmokłe tereny przed wałami przeciwpowodziowymi Wisły na długości 32 km.